# Täterwissen
Täterwissen (oder Tatwissen) ist in der Kriminalistik das nur beim Täter vorhandene Wissen über die Tatumstände (z. B. Vorbereitungshandlungen, Tatmittel, Tatort, Tatzeit, Modus Operandi) der von ihm begangenen Straftat.

## Allgemeines
Das Täterwissen umfasst das gesamte Deliktsstadium einer Straftat, weil der Täter vom Tatentschluss bis zur Beendigung durch seine Tatherrschaft die vollständige Kenntnis über den Tatablauf besitzt. Alle übrigen Tatbeteiligten (Anstifter, Mittäter, Teilnehmer, Zeugen) besitzen meist nur Teilwissen. Auch durch das genaueste Ermittlungsverfahren lässt sich der Tathergang oft nicht vollständig ausermitteln. Die Preisgabe von Täterwissen durch den Täter ist ein wichtiger Teil bei der Überführung eines Täters oder einer Täterschaft. Ob ein Verdächtiger Täterwissen hat, wird in informatorischen Befragungen, Vernehmungen oder bei der Telefonüberwachung in Erfahrung gebracht.
Das umfassende Täterwissen mit Tatdetails erschließt sich den Strafverfolgungsbehörden erst durch das vollständige Geständnis des Täters. Ein Indiz für spezifisches Täterwissen lässt sich nur annehmen, wenn der Beschuldigte objektiv nachprüfbare Informationen offenbart, die zum Zeitpunkt der Vernehmung den Strafverfolgungsbehörden noch unbekannt waren wie etwa das Versteck der Leiche. Da jedoch der Beschuldigte sein Tatwissen auch vom wahren Täter erlangt haben könnte, muss deshalb mit dem Geständnis nicht gleichzeitig eine Täterschaft einhergehen. Bei Entführungen und ähnlichen Erpressungsdelikten wird Täterwissen mitunter vom Täter bewusst kommuniziert, um sich beispielsweise bei Lösegeldverhandlungen zu legitimieren.
Bei der öffentlichen Fahndung werden die Strafverfolgungsbehörden meist aus „ermittlungstaktischen Gründen“ der Öffentlichkeit nicht alle ihr bereits bekannten Informationen zum Tathergang zur Verfügung stellen, um kein Täterwissen preiszugeben. Hierdurch sollen auch falsche Geständnisse oder falsche Zeugenaussagen vermieden werden. Der Täter kann sich vor Gericht besser verteidigen, wenn er hilfreiche Informationen aus den Medien erfährt. Beispielsweise gehört meist die Tatwaffe zum Täterwissen, das nicht bekannt gegeben wird. Sollte sich ein Tatverdächtiger oder ein Zeuge bei der Vernehmung „verplappern“ und die Tatwaffe eines Tötungsdelikts erwähnen, können die Ermittler dies als Beweis werten, weil nur der Täter wissen kann, welche Tatwaffe er benutzt hat. In vielen Fällen erspart das der Polizei bekannt gemachte Täterwissen eine langwierige Ermittlungsarbeit oder führt überhaupt erst zur Aufklärung einer Straftat.

## Rechtsfragen
Wer Täterwissen besitzt, ist jedoch deswegen nicht zwangsläufig auch der Täter. Jemand kann sich Täterwissen vom Täter auch angeeignet haben, ohne an der Tat beteiligt gewesen zu sein. Das Täterwissen könnte den Schluss auf die Täterschaft begründen, so dass der Tatrichter gehalten ist, die Umstände des Vorbringens einer möglicherweise falschen Alibi-Behauptung besonders darzulegen und sich mit diesen im Einzelnen, insbesondere was die Entstehungsgeschichte und den Anlass der konkreten Äußerung angeht, im Einzelnen auseinanderzusetzen. Über Geständnisse hinaus kann die Beweislage im Sinne der Anklage durch gewichtige objektive Spuren und mit Täterwissen durchsetzte selbst belastende Angaben sowie durch die Angaben weiterer Zeugen bestärkt werden. Was bereits durch Medienveröffentlichung bekannt ist, gilt allerdings nicht als Täterwissen. Deshalb halten sich die Ermittlungsbehörden mit der Veröffentlichung von Informationen zurück, weil sie damit Täterwissen preisgeben, das durch die Veröffentlichung keine Beweiskraft mehr besitzt.

## International
Die Kriminalistik bedient sich der Erkenntnisse der Biologie, Chemie, Logik, Physik oder Technik, so dass international die gleichen Bedingungen auch für das Täterwissen gelten.